# Sri Untari
Sri Untari (* um 1970) ist eine indonesische Badmintonspielerin. 

## Karriere
Sri Untari gewann 1992 bei der Asienmeisterschaft Gold im Mixed mit Joko Mardianto. Ein Jahr später belegten beide Platz drei bei den Hong Kong Open. 1994 und 1995 erkämpfte sie sich noch jeweils einmal Bronze im Mixed bei der Asienmeisterschaft, beide Male mit Sandiarto an ihrer Seite.

## Sportliche Erfolge
| Saison | Veranstaltung      | Disziplin | Platz | Name                        |
| ------ | ------------------ | --------- | ----- | --------------------------- |
| 1992   | Asienmeisterschaft | Mixed     | 1     | Joko Mardianto / Sri Untari |
| 1993   | Hong Kong Open     | Mixed     | 3     | Joko Mardianto / Sri Untari |
| 1994   | Asienmeisterschaft | Mixed     | 3     | Sandiarto / Sri Untari      |
| 1995   | Asienmeisterschaft | Mixed     | 3     | Sandiarto / Sri Untari      |